# Jules Gosselet

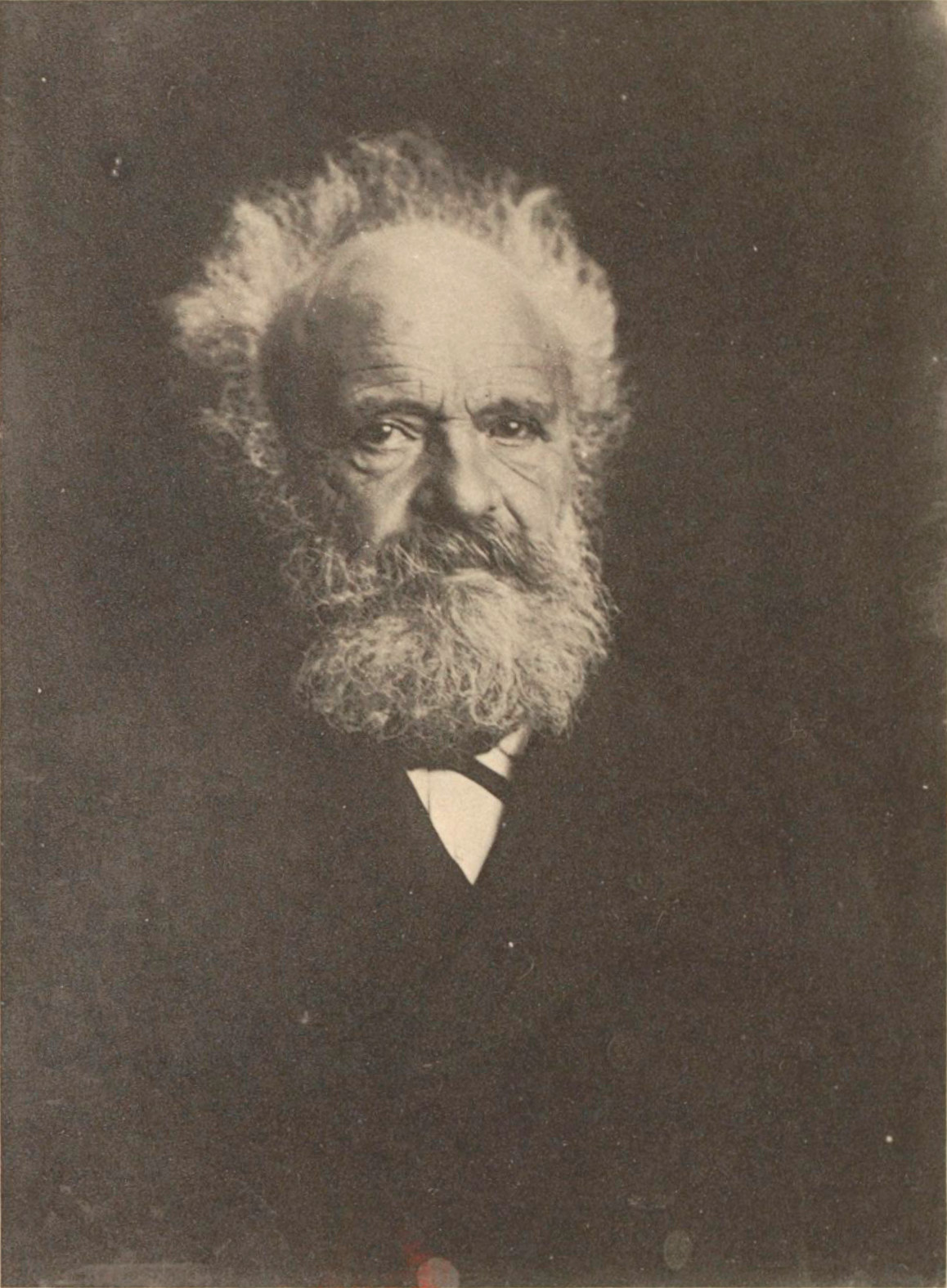
Jules Gosselet (1902)

Jules Gosselet (* 19. April 1832 in Cambrai; † 20. März 1916 in Lille) war ein französischer Geologe und Paläontologe.
Gosselet studierte zunächst Pharmazie ohne Abschluss und war Mathematiklehrer am Lycée de Quesnoy, als er sich der Geologie zuwandte und Präparator an der Sorbonne wurde. 1860 wurde er dort promoviert (Mémoire sur les terrains primaires de la Belgique, des environs d'Avesnes et du Boulonnais). Danach war er Gymnasiallehrer in Bordeaux und Professor an der Faculté des Sciences in Poitiers (dem Vorläufer der Universität Poitiers). Im Jahr 1864 wurde er der erste Professor für Geologie an der Universität Lille.
Er befasste sich mit der regionalen Geologie von Nordfrankreich und angrenzender Gebiete (Belgien), worüber er eine Monographie veröffentlichte. Weitere Monographien schrieb er über die Ardennen und die Hydrogeologie Nordfrankreichs. Er fand Hinweise auf eine große variszische Überschiebungslinie (Faille du Midi) in Nordfrankreich, die die Kohlebecken nach Süden begrenzt.
In der Paläontologie befasste er sich mit Brachiopoden.
Auf Antrag von Heinrich Ernst Beyrich, Ferdinand von Roemer und Justus Roth  wurde er am 8. Januar 1862 in die  Deutsche Geologische Gesellschaft aufgenommen. 1870 war er Gründer der Société géologique du Nord, die noch heute besteht.
1882 wurde er mit der Murchison-Medaille der Geological Society of London ausgezeichnet. 1902 gründete er ein Museum, das heute dem Naturhistorischen Museum von Lille angegliedert ist. Die Königliche Akademie von Belgien nahm ihn im Dezember 1876 als assoziiertes Mitglied auf. 1913 wurde er auswärtiges Mitglied der Académie des sciences.
Die französische geologische Gesellschaft stiftete 1910 den Prix Gosselet, der alle vier Jahre seit 1911 in Angewandter Geologie verliehen wird.
Das Mineral Gosseletit, eine Andalusit-Variante, wurde nach ihm benannt.

## Schriften
- Esquisse géologique du Nord de la France et des contrées voisines, 1880–1903
- Leçons sur les nappes aquifères du Nord, 1886–1888
- L´Ardenne, 1888